# Aquells cels
Aquells cels (Zeru horiek, en euskera) és una novel·la de l'escriptor basc Bernardo Atxaga publicada originalment l'any 1995 per l'editorial guipuscoana Erein.
La novel·la se centra en l'experiència d'una dona basca que acaba d'eixir de la Presó Model de Barcelona, on ha passat quatre anys condemnada per pertinença a una banda terrorista. El relat discorre al viatge en autobús de Barcelona a Bilbao, durant el qual els fets presents es mesclen constantment amb records i somnis que evoquen el passat a la presó i la seua vida anterior.
La novel·la ha estat traduïda a moltes llengües, com ara el català, el castellà, l'anglés, l'alemany, l'italià, el finlandés, l'eslové, el suec i el turc. La traducció catalana es va publicar a l'editorial La Magrana i va ser realitzada per Pau Joan Hernàndez.
L'any 2006 es va fer un telefilm en llengua basca que adaptaba aquesta novel·la, dirigit per Aitzpea Goneaga i coproduït per Compañía Vasca de Audiovisuales i la productora catalana Factorum, per encàrrec de TVE.